# انقلاب 1966 في سوريا
انقلاب 1966 في سوريا يشير إلى أحداث بين 21 و23 شباط/فبراير تم فيها الإطاحة بحكومة الجمهورية العربية السورية واستبدالها. وقد تم عزل القيادة القومية الحاكمة لحزب البعث العربي الاشتراكي من السلطة بواسطة اتحاد من اللجنة العسكرية للحزب والقيادة القطرية تحت قيادة صلاح جديد.
نشر قادة الانقلاب بيانًا قالوا فيه أنهم يسعون «لتطبيق برامج الحزب ومقرراته علميًا ورفع مستوى المعيشي لعموم الشعب العربي السوري»، وخلافًا للإدارة التي كانت قائمة بالتقارب مع العراق، فإن القادة الجدد عمدوا إلى بدأ المفاوضات مع نظام الرئيس المصري جمال عبد الناصر للوصول إلى اتفاقية دفاع مشترك، أفضت في نوفمبر 1966 إلى إبرام اتفاقية للدفاع المشترك بينهما.
وقد حدث الانقلاب بسبب تصاعد الصراع على السلطة بين الحرس القديم للحزب، ممثلا بميشيل عفلق، صلاح الدين البيطار، ومنيف الرزاز، والفصائل الشابة التي تلتزم بموقف بعثي جديد. في 21 فبراير، أمر أنصار الحرس القديم في الجيش بنقل منافسيهم. وبعد ذلك بيومين، قامت اللجنة العسكرية، مساندة الفصائل الأصغر سنا، بانقلاب شمل قتالا عنيفا في حلب، ودمشق، ودير الزور، واللاذقية. ونتيجة للانقلاب، فر المؤسسون التاريخين للحزب من البلاد وأمضوا بقية حياتهم في المنفى.
وكانت حكومة جديد هي الإدارة الأكثر راديكالية في تاريخ سوريا. تسبب الانقلاب في انقسام دائم بين الفرعين القطريين السوري والعراقي لحزب البعث والقيادات القومية الخاصة بكل منهم، مع فرار العديد من كبار المسؤولين السوريين البعثيين إلى العراق. باعتباره إرثا من الانقلاب، وخلال حكم جديد، بدأت سوريا حملة دعائية ضد البعثيين العراقيين. وسوف يطاح بحكومة جديد في الحركة التصحيحية لعام 1970، والتي جلبت حافظ الأسد إلى السلطة.

## الخلفية

### توطيد السلطة
بعدَ ثورة الثامن من آذار والتي شكّلت مُنعطفًا رسميًا في تاريخ الدولة السورية. اندلعَ صراع بين بين الناصريين في مجلس قيادة الثورة وحزب البعث. سعى الناصريون إلى إعادة تأسيس الجمهورية العربية المتحدة وهوَ الاتحاد السابق الذي ضمّ مصر وسوريا من عام 1958 إلى عام 1961. كان البعثيون مشككين بشأن الاتحاد الجديد مع جمال عبد الناصر واعتبروه اتحادًا فضفاضًا هذا عن رغبته الملّحة في حكم حزب البعث للدولة السورية دونَ تدخل من أي طرف سواء كان داخليا أو خارِجيًا. في السياق ذاته؛ حشدَ الناصريون الكثير من الأصوات المؤيدة للاتحاد. استغرق الأمر وقتا قبل أن يتفطن حزب البعث لكل هذا وتمكن من معارضة فكرة الاتحاد بالرغم من أنّ غالبية السوريين كانوا وقتها يُؤيدون القومية العربية ولم يكونوا من أتباع حزب البعث بل غالبيتهم كانَ يؤيد الفكر الناصري. بدلا من محاولة كسب تأييد الجماهير؛ عملَ حزب البعث على تعزيز سيطرتهِ على الجيش السوري، حيث تمّ طَرْدَ عدة مئات من الناصريين والمحافظين من الجيش كما تم تعيين البعثيين في المناصب العليا.
تسببت تكلفة تضييق الخناق على الاحتجاجات في فقدان الشرعية وظهور أمين الحافظ العسكري البعثي القوي. شعرت النّخبة التقليدية المكونة من الطبقات العليا والتي تم الإطاحة بها من السلطة السياسية من قبل البعثيين بالتهديد من حزب البعث الذي ينهجُ السياسات الاشتراكية. أمّا الإخوان المسلمين المنافس التاريخي لحزب البعث فقد شعرَ بالتهديد بسبب الطبيعة العلمانية للحزب. سيرًا مع الأحداث؛ فقد عارضَ أكرم الحوراني وأنصاره منَ الحزب الشيوعي السوري نظام الحزب الواحد وبخاصّة حزب البعث. ازدادت الأمور اختلاطا وذلك بسببٍ أنّ الغالبية العظمى من المسلمين السنة كانوا قوميين عرب لكنهم لم يكونوا بعثيين مما جعلهم يشعرون بالاغتراب الجماعي. ظل حزب البعث في نهجه المتمثل في السيطرة على السلطة وانضمّ له الكثير من الأقليات مثل العلويين، الدروز والإسماعيليون هذا فضلا عن قاطني منطقة الريف بصفة عامة. تسبب هذا الخليط في ظهور صراع جديد عُرف بالصراع الحضري-الريفي وقد تميّز بالمناكفات بين عدّة أطراف بسبب الاختلافات العرقية. مع وصوله إلى السلطة؛ كان حزب البعث ضعيفًا نوعًا ما ولم يقدر على تسيير الدولة كما يجب؛ وحسب بعض المحللين فإنّ السبب الرئيسي في استمرار الحزب في الحكم كان خوف المعارضة وعدم قدرتها على شنّ «هجمات» ضدّه قادرة على إخراجه من الحياة السياسية ككل.

### الصراع والنزاع
انهارت الوحدة الداخلية السورية بعد عام 1963 وذلك في غضون الاستيلاء على السلطة من قِبل ميشيل عفلق، صلاح الدين البيطار وأتباعهما اللذان يرغبان في تنفيذ البعثية الكلاسيكية بمعنى أنهم يرغبون في إقامة اتحادٍ مع عبد الناصر في مصر من خلال الاعتماد على شكل معتدل من الاشتراكية هذا فضلا عن وجود حزب واحد يحكمُ الدولة التي تحترم حقوق الفرد، تتسامح مع حرية التعبير وحرية الفكر. ومع ذلك؛ فقد ظهرَ بعض البعثيين في الخلفية والذين عارضوا هذه الفكرة من خلال عقد لجنة عسكرية تقرّر فيها خلق شكل جديد من أشكال البعثية التي تتأثر بشدة بالماركسية–اللينينية. ركّز هذا الشكل الجديد من البعثية على قضية «الثورة في بلد واحد» بدلا من العمل على توحيد العالم العربي. في نفس الوقت؛ شدّد المؤتمر الوطني (اللجنة العسكرية) على تنفيذ الثورة الاشتراكية في سوريا ومن ثمّ الالتزام بالاقتصاد المُخطط المركزي وكذا تأميم التجارة الخارجية. اعتقدَ حزب البعث حينها أن هذه السياسات سوف تُنهي استغلال العمال كما ستقضي على الرأسمالية.
في أعقاب احتجاجات حماة 1964 وغيرها من المدن؛ تراجعَ حكم البعثيون الكلاسيكي وعادت السيطرة للبعثيين «المتطرفين» لفترة وجيزة. شكّلَ البيطار حكومة جديدة أوقفت كل عمليات التأميم كما أكّدت في الوقت ذاته على احترام الحريات العامة والممتلكات الخاصة. ومع ذلك؛ فإن هذه التغييرات في السياسة لم تكن كافية لنيلِ دعم الشعب الذي كان لا يزال يُعارض حزب البعث. في الوقت ذاته واصلت الطبقات العليا استثماراتها الرأسمالية وتهريب رؤوس الأموال إلى خارج البلاد مما تسبب في خسارة الاقتصاد السوري لملايين الدولارات. خلال هذه الفترة؛ حاولت بعض الأحزاب اليسيارية التي حاولت التطرق لبعض النقط الأخرى بما في ذلك سيطرة الطبقة البرجوازية على الاقتصاد بالكامل. تسببت كل هذه الأحداث في نشوب صراع على السلطة بين البعثيين المعتدلين الذينَ سيطروا على القيادة القومية لحزب البعث والبعثيين المتطرفين الذين سيطروا على القيادة القطرية لحزب البعث والتي أدت إلى الانقلاب العسكري الذي حصلَ عام 1966.

## الصراع على السلطة
قبل سحق مظاهرات عام 1964؛ نشبَ صراع على السلطة داخل اللجنة العسكرية وبالتحديد في وسط وزارة الدفاع بين محمد عمران وصلاح جديد. كان عمران يرغبُ في المصالحة مع المتظاهرين وإنهاء المواجهة مع الطبقة الوسطى. في المقابل؛ اعتقدَ صلاح جديد أنّ الحل هو إكراه وقمع المتظاهرين حتى لا يُكرروا ذلك. كانَ هذا الخلاف بمثابة الانقسام الأول داخل اللجنة العسكرية وقد لعبَ دورًا حاسِمًا في في الأحداث اللاحقة. في هذه المرحلة بالذات؛ دعمَ حافظ الأسد ممارسة العنف والقمع ضدّ مثيري الشغب أي أنّه انحازَ لصالح الجديد مما تسبب في سقوط عمران. أعدَّت اللجنة العسكرية خطة محكمة للاستيلاء على حزب البعث بالكامل؛ لكنّ عفلق أمين عام القيادة الوطنية كان قد طلب فسخ القيادة الإقليمية السورية ردًا على كل ما حصل. اضطرّ عفلق في وقتٍ لاحق إلى سحب طلبه وذلك بعد ارتفاع وتيرة الاحتجاجات. عادَ عمران وكشف بعض المعلومات حول القيادة الوطنية للشعب مما تسبب في نفيه فبدأ الصراع مجددا في الداخل. بعد سقوط عمران؛ استمرت اللجنة العسكرية في محاولاتها المُتكررة من أجل السيطرة على حزب البعث. لكن وفي المقابل فقد احتجت القيادة الوطنية على ما قامت به اللجنة واتهمتها بمحاولة السيطرة على كامل البلاد. نجحت اللجنة العسكرية فعليا فيما كانت تربو له وذلك بعدما عقدت عديد التحالفات مع مجموعة من الأحزاب المُختلفة.